# Albanie au Concours Eurovision de la chanson junior
L'Albanie participe au Concours Eurovision de la chanson junior depuis sa dixième édition, en 2012.

## Participation
De 2005 à 2011, le télédiffuseur albanais Radio Televizioni Shqiptar (RTSH) retransmet le concours.
En septembre 2013, Kleart Duraj, chef de la délégation albanaise, indique que la RTSH se retire de l'évènement puisqu'aucune chanson susceptible de représenter le pays n'a été trouvée.
En 2015, après deux ans d'absence, l'Albanie fait son retour pour la treizième édition.
Le pays manque le concours 2020 en raison du contexte sanitaire.

## Représentants
| Édition                  | Année | Artiste          | Chanson                                   | Langue                        | Traduction du titre                 | Place            | Points           |
| ------------------------ | ----- | ---------------- | ----------------------------------------- | ----------------------------- | ----------------------------------- | ---------------- | ---------------- |
| 10e                      | 2012  | Igzidora Gjeta   | Kam një këngë vetëm për ju                | Albanais                      | J'ai une chanson rien que pour vous | 12               | 35               |
| Retrait en 2013 et 2014. |       |                  |                                           |                               |                                     |                  |                  |
| 13e                      | 2015  | Mishela Rapo     | Dambaje                                   | Albanais, anglais, imaginaire | –                                   | 05               | 93               |
| 14e                      | 2016  | Klesta Qehaja    | Besoj                                     | Albanais, anglais             | Je crois                            | 13               | 38               |
| 15e                      | 2017  | Ana Kodra        | Don't Touch My Tree (Mos ma prekni pemen) | Albanais, anglais             | Ne touche pas à mon arbre           | 13               | 67               |
| 16e                      | 2018  | Efi Gjika        | Barbie                                    | Albanais, anglais             | –                                   | 17               | 44               |
| 17e                      | 2019  | Isea Çili        | Mikja ime fëmijëri                        | Albanais                      | Mon ami d'enfance                   | 17               | 36               |
| 18e                      | 2020  | Retrait en 2020. | Retrait en 2020.                          | Retrait en 2020.              | Retrait en 2020.                    | Retrait en 2020. | Retrait en 2020. |
| 19e                      | 2021  | Anna Gjebrea     | Stand By You                              | Albanais, anglais             | Je reste près de toi                | 14               | 84               |
| 20e                      | 2022  | Kejtlin Gjata    | Pakëz diell                               | Albanais                      | Un peu de soleil                    | 12               | 94               |
| 21e                      | 2023  | Viola Gjyzeli    | Bota Ime                                  | Albanais                      | Mon monde                           | 08               | 115              |
| 22e                      | 2024  | Nikol Çabeli     | Vallëzoj                                  | Albanais                      | Je danse                            | 07               | 126              |
| 23e                      | 2025  | Kroni Pula       | Fruta perime                              | Albanais                      | Fruits et légumes                   |                  |                  |

- Première place
- Deuxième place
- Troisième place
- Dernière place

## Galerie

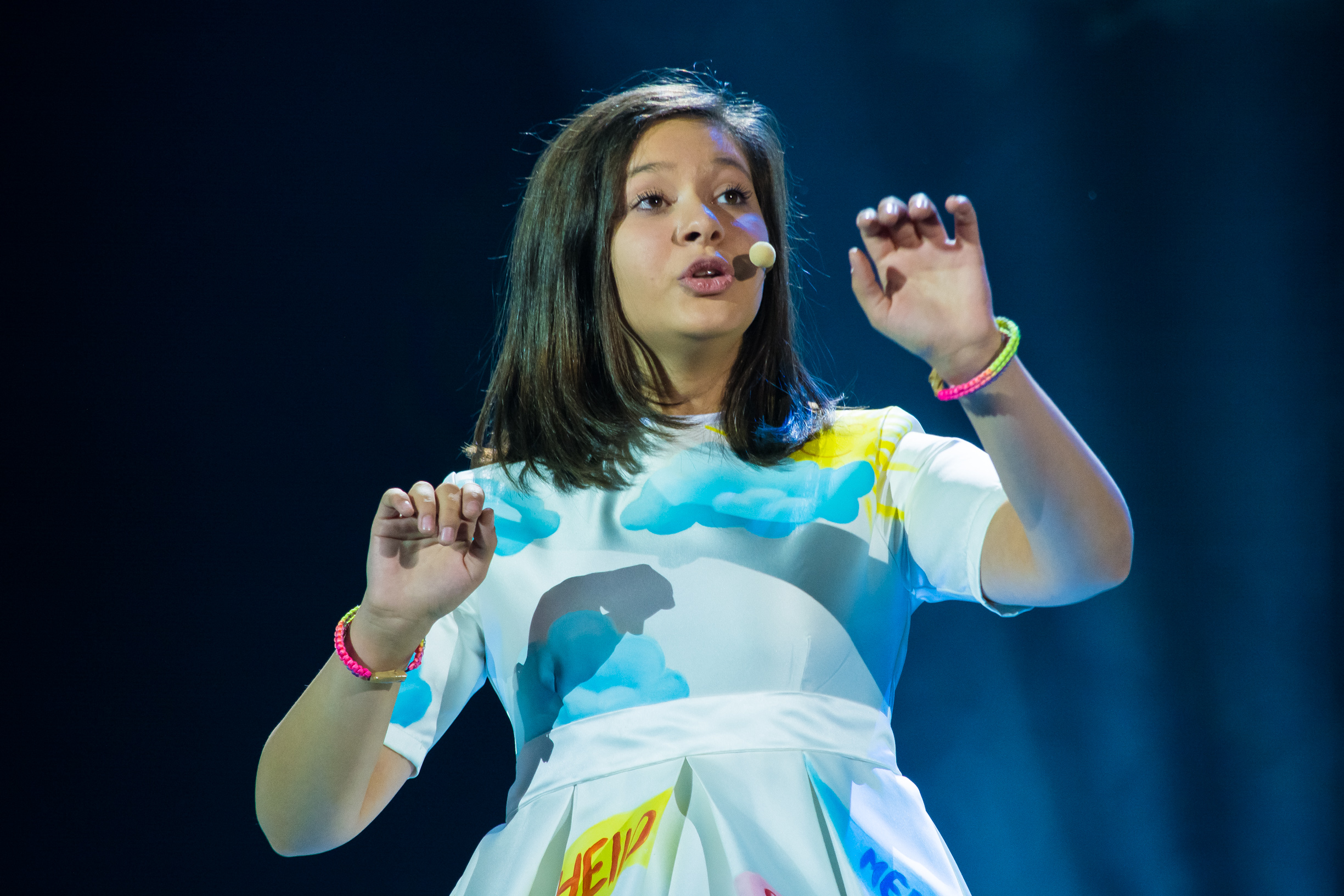
Mishela Rapo à Sofia (2015).
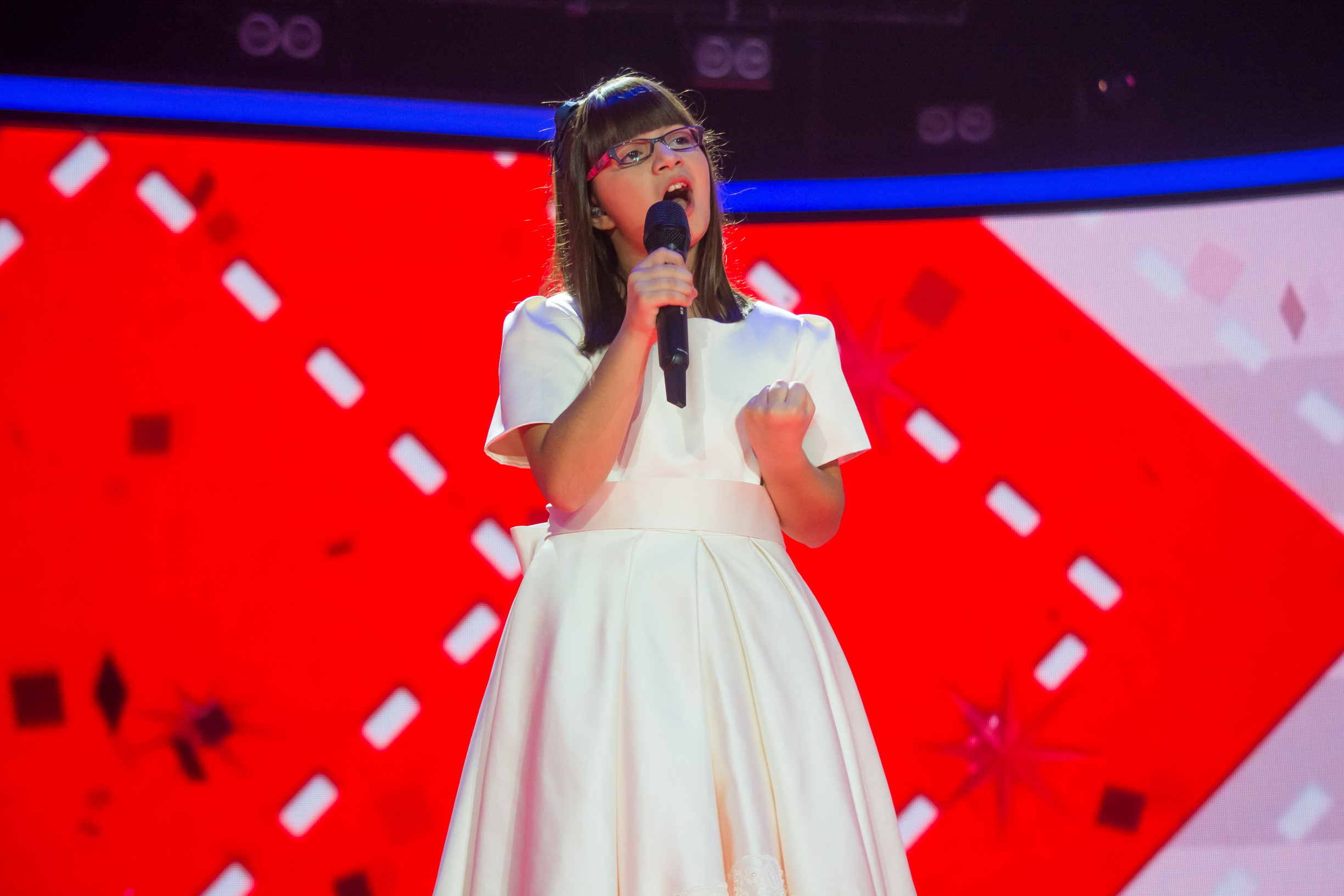
Klesta Qehaja à La Valette (2016).
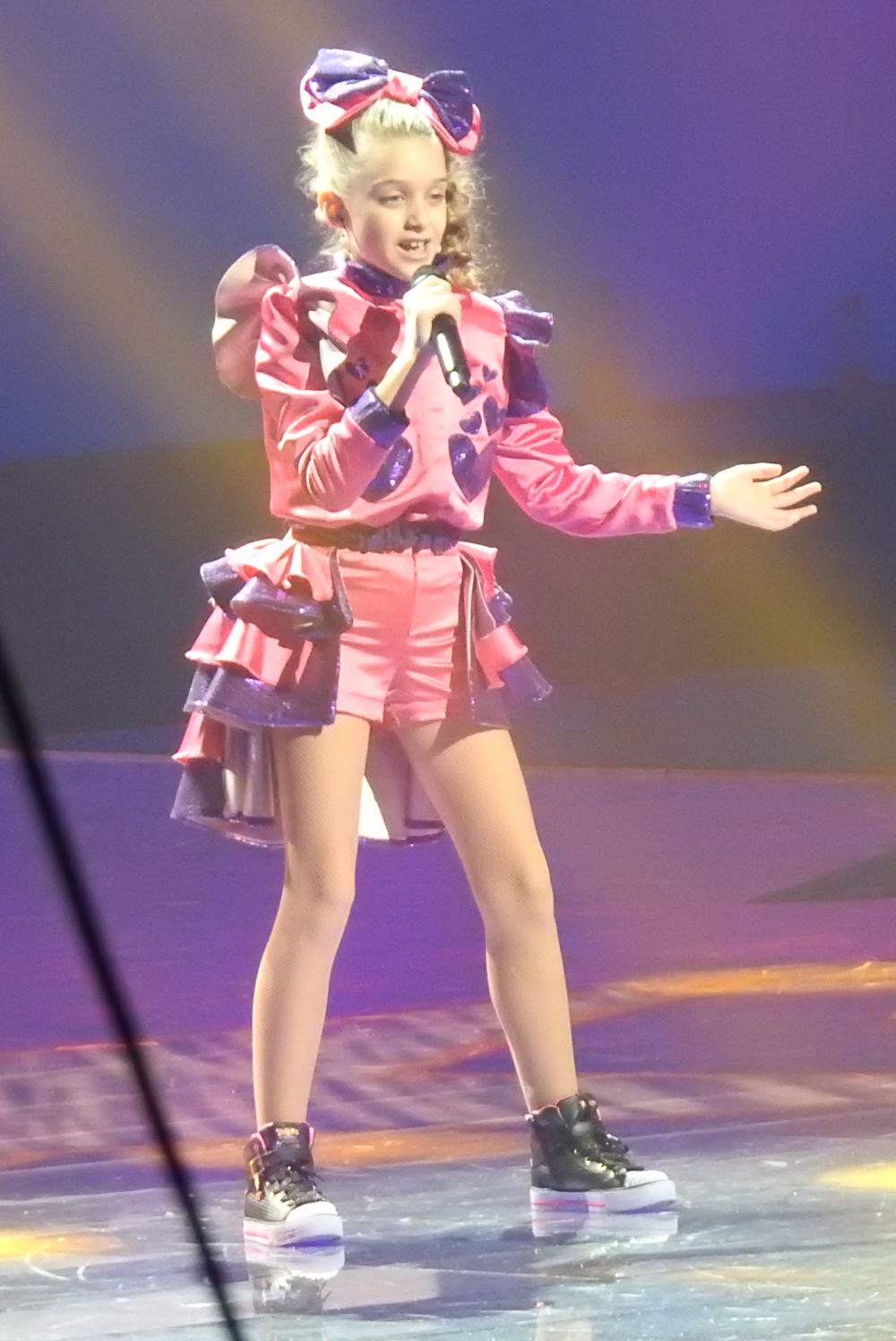
Efi Gjika à Minsk (2018).
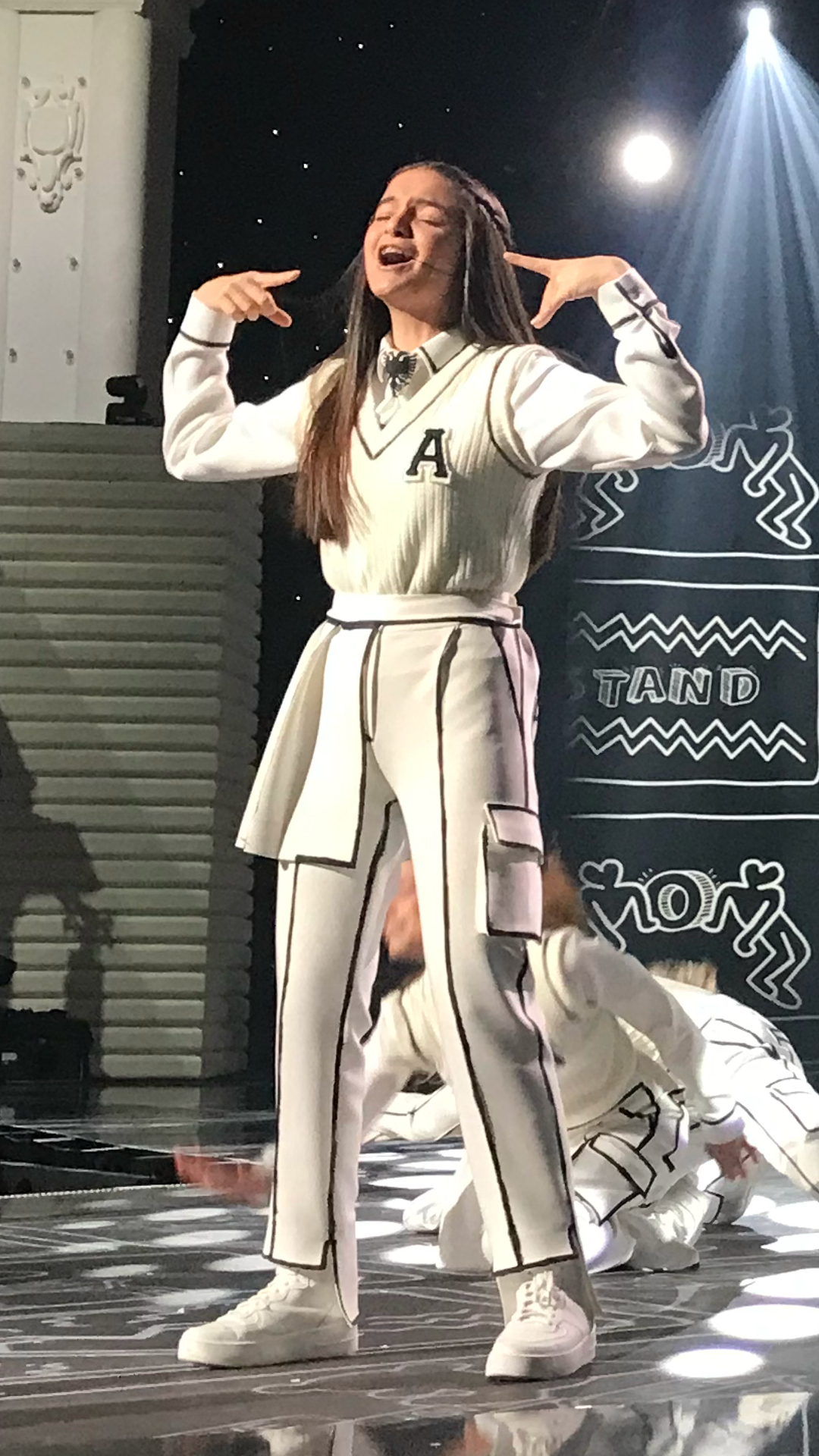
Anna Gjebrea à Paris (2021).
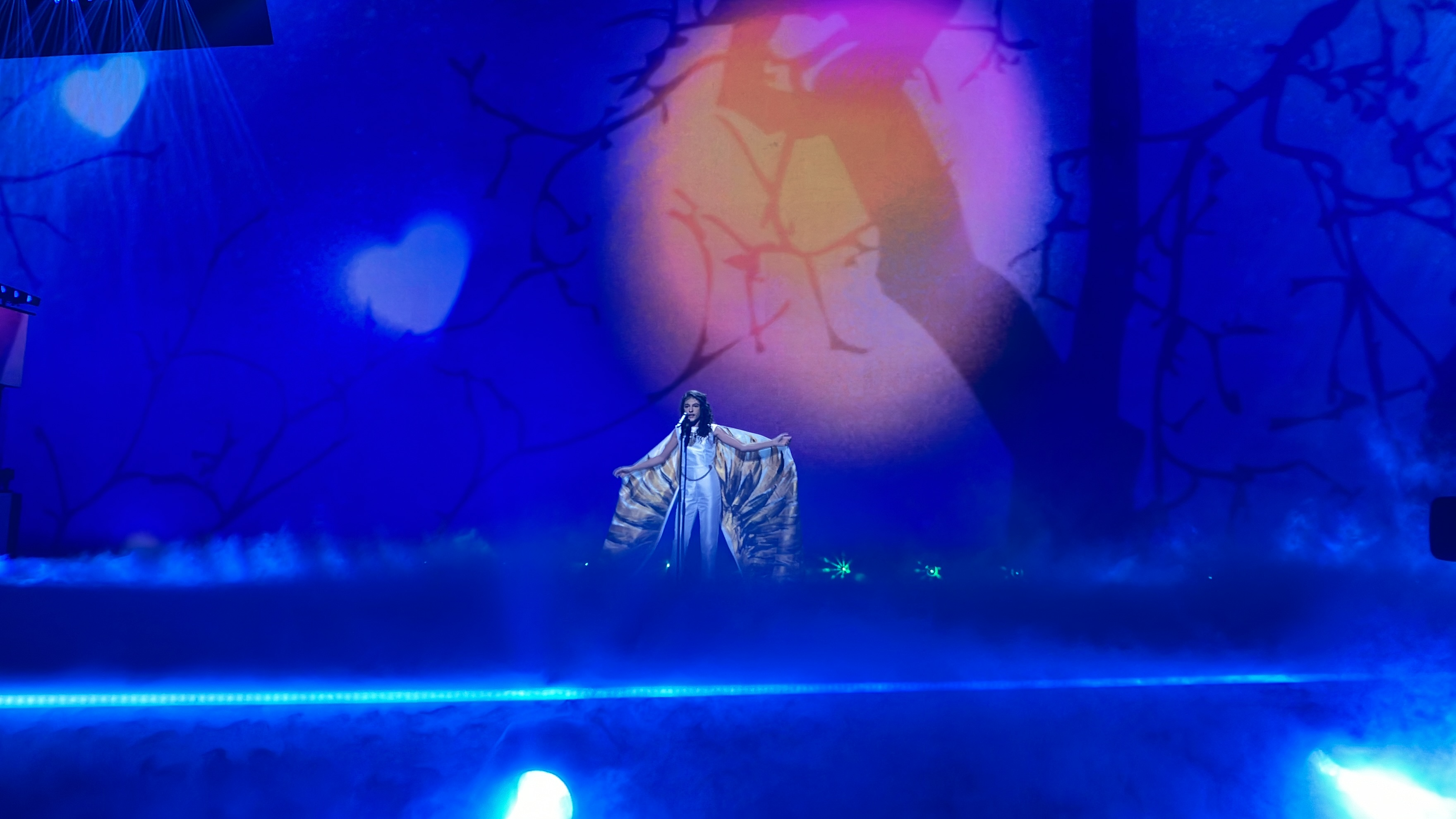
Viola Gjyzeli à Nice (2023).

## Historique de vote
| Rank | Country   | Points |
| ---- | --------- | ------ |
| 1    | Arménie   | 55     |
| 2    | Géorgie   | 48     |
| 3    | Macédoine | 45     |
| 4    | Italie    | 44     |
| 5    | France    | 42     |

| Rank | Country   | Points |
| ---- | --------- | ------ |
| 1    | Italie    | 35     |
| 2    | Irlande   | 33     |
| 3    | Macédoine | 27     |
| 4    | Arménie   | 26     |
| 5    | Malte     | 18     |